# Mapei (equip ciclista)
L'equip Mapei va ser un equip ciclista italià de ciclisme en ruta que va competir de 1993 a 2002. Va ser l'equip més potent de la seva època, dominant les classificacions al final de cada temporada.

## Història
L'equip es fundà el 1993 amb el nom d'Eldor-Viner, però a mitjans de temporada ja va entrar Mapei com a principal patrocinador.
El 1994 es va fusionar amb l'equip CLAS-Cajastur i l'any següent ho va fer bona part de l'equip GB-MG. A partir d'aquestes fusions l'equip va dominar el Rànquing UCI durant la dècada dels 90, destacant en les curses d'un dia.
El 1999 va entrar com a patrocinador Quick Step, i el 2001 la part belga de l'equip es va fusionar amb l'antic TVM per donar lloc al Domo-Farm Frites.
L'equip va aguantar fins al 2002, en què la fusió de nou amb el Domo-Farm Frites va acabar creant el Quick Step-Davitamon.

## Principals resultats

### Clàssiques
- Campionat de Zuric: 1994 (Gianluca Bortolami), 1995 (Johan Museeuw), 2001 (Paolo Bettini)
- París-Roubaix: 1995 i 1998 (Franco Ballerini), 1996 i 2000 (Johan Museeuw), 1999 (Andrea Tafi)
- Tour de Flandes: 1995 i 1998 (Johan Museeuw), 1999 (Andrea Tafi)
- Volta a Llombardia: 1996 (Andrea Tafi), 1998 (Oscar Camenzind)
- Fletxa Valona: 1999 (Michele Bartoli)
- París-Tours: 2000 (Andrea Tafi)
- Lieja-Bastogne-Lieja: 2000 i 2002 (Paolo Bettini)

### A les grans voltes
- Giro d'Itàlia
  - 9 participacions (1994, 1995, 1996, 1997, 1998, 1999, 2000, 2001, 2002)
  - 13 victòries d'etapa:
    - 4 el 1995: Tony Rominger (4)
    - 5 el 1997: Pàvel Tonkov (3), Gabriele Missaglia, Giuseppe Di Grande
    - 1 el 1998: Pàvel Tonkov
    - 2 el 2000: Axel Merckx, Paolo Lanfranchi
    - 1 el 2001: Stefano Zanini

  - 2 classificacions secundàries:
    -  Classificació per punts: Tony Rominger (1995)
    -  Classificació del intergiro: Tony Rominger (1995)
- Tour de França
  - 9 participació (1994, 1995, 1996, 1997, 1998, 1999, 2000, 2001, 2002)
  - 15 victòries d'etapa:
    - 1 el 1994: Gianluca Bortolami
    - 6 el 1998: Tom Steels (4), Ján Svorada, Daniele Nardello
    - 3 el 1999: Tom Steels (3)
    - 4 el 2000: Tom Steels (2), Paolo Bettini, Stefano Zanini
    - 1 el 2002: Óscar Freire

  - 0 classificacions secundàries:
- Volta a Espanya
  - 9 participacions (1994, 1995, 1996, 1997, 1998, 1999, 2000, 2001, 2002)
  - 25 victòries d'etapa:
    - 6 el 1994: Tony Rominger (6)
    - 4 el 1995: Abraham Olano (3), Adriano Baffi
    - 5 el 1996: Tom Steels (2), Tony Rominger (2), Daniele Nardello
    - 5 el 1997: Ján Svorada (3), Pàvel Tonkov (2)
    - 1 el 1998: Gianni Bugno
    - 1 el 1999: Daniele Nardello
    - 3 el 2000: Óscar Freire (2), Davide Bramati

  - 1 classificacions secundàries:
    - Classificació de la muntanya: Tony Rominger (1996)

### Campionats nacionals
- Campionat de Bèlgica en ruta (5): 1996 (Johan Museeuw), 1997, 1998, 2002 (Tom Steels), 2002 (Axel Merckx)
- Campionat d'Espanya en ruta (1): 1996 (Manuel Fernández Ginés)
- Campionat d'Itàlia en ruta (1): 2001 (Daniele Nardello)
- Campionat d'Hongria en contrarellotge (2): 2001, 2002 (László Bodrogi)
- Campionat del Kazakhstan en ruta (1): 2002 (Dmitri Muraviov)
- Campionat de Suïssa en contrarellotge (1): 2002 (Fabian Cancellara)
- Campionat de Rússia en contrarellotge (1): 2002 (Ievgueni Petrov)

## Classificacions UCI
Fins al 1998 els equips ciclistes es trobaven classificats dins l'UCI en una única categoria. El 1999 la classificació UCI per equips es dividí entre GSI, GSII i GSIII. D'acord amb aquesta classificació els Grups Esportius II són la segona divisió dels equips ciclistes professionals.
| Temporada | Classificació per equips | Millor ciclista en la classificació individual |
| --------- | ------------------------ | ---------------------------------------------- |
| 1994      | 1r                       | Tony Rominger (1r)                             |
| 1995      | 1r                       | Tony Rominger (2n)                             |
| 1996      | 1r                       | Johan Museeuw (4t)                             |
| 1997      | 1r                       | Pàvel Tonkov (5è)                              |
| 1998      | 1r                       | Andrea Tafi (7è)                               |
| 1999      | 1r                       | Paolo Bettini (13è)                            |
| 2000      | 1r                       | Paolo Bettini (10è)                            |
| 2001      | 4t                       | Paolo Bettini (9è)                             |
| 2002      | 1r                       | Paolo Bettini (3r)                             |